# Bataillon de marche no 2
« Bataillon de marche de l'Oubangui-Chari » et « Bataillon de marche de l'Afrique-Équatoriale française » redirigent ici. Pour les articles homonymes, voir Bataillon de marche de l'Oubangui-Chari (homonymie), Bataillon de l'Afrique-Équatoriale française et BM2.
Ne doit pas être confondu avec Bataillon de marche no 2 de l'Afrique centrale française.
Le bataillon de marche n° 2 (BM 2) de l'Afrique-Équatoriale française, ou bataillon de marche de l'Oubangui-Chari, est une unité militaire française créée durant la Seconde Guerre mondiale et intégrée au sein des Forces françaises libres du général de Gaulle. Il s'agit de la première unité de l'armée de terre française à recevoir la croix de l'ordre de la Libération le 9 septembre 1942.

## Création et différentes dénominations
Après le ralliement du territoire de l'Oubangui-Chari (actuelle République centrafricaine) à la France libre le 29 août 1940, est créé à Bangui quelques semaines plus tard, le 1er novembre 1940, le 2e bataillon de marche de l'Afrique-Équatoriale française, également dénommé Bataillon de marche de l'Oubangui-Chari et couramment appelé BM2. Les soldats sont issus du bataillon de tirailleurs sénégalais de l’Oubangui-Chari mobilisé en 1939.

## Composition et effectifs
Le bataillon de marche est composé de :
- Trois compagnies de voltigeurs.
- Une compagnie lourde.
- Un groupe franc, dirigé par le lieutenant Pierre-Louis Bourgoin.

L'effectif initial à la création compte :
- 26 officiers.
- 115 sous-officiers.
- 800 hommes de troupe africains.

Après avoir reçu son fanion en janvier 1941, le bataillon rejoint Brazzaville au Congo, où ses effectifs sont complétés.
La majorité des hommes de troupe viennent de l'Oubangui-Chari mais également de Fort-Archambault (actuelle Sarh, sud du Tchad), du bas Congo et de quelques Camerounais. La plupart des hommes ne parlant pas ou peu français, la langue utilisée est le sango que la plupart des officiers français connaissent.

## Campagnes de la Seconde Guerre mondiale
- Le 26 mai 1941, le bataillon est passé en revue par le général de Gaulle.
- La campagne de Syrie en 1941, participation à la prise de Damas le 21 juin 1941.
- En novembre 1941, le BM2 participe aux manœuvres organisées par le général Marie-Pierre Kœnig, commandant la 1re Brigade française libre (1re BFL) et part avec cette dernière pour l'Égypte et pour la Libye.
- Le 15 janvier 1942, participation à la prise de la position forte de Halfaya, défendue par 5000 Italo-Allemands.
- De février à avril 1942, le BM2 et la 1re BFL aménagent le nord de la position de Bir-Hakeim.
- Fin mai à début juin 1942, le BM2 tient bon face à l'offensive, mais déplore de nombreux blessés et tués dans ses rangs à la suite du siège et de l'évacuation de Bir-Hakeim.
- À Beyrouth, le général de Gaulle remet la croix de la Libération au fanion du bataillon.
- Fin 1942 à début 1943, le bataillon est présent à Madagascar.
- En octobre 1943, la bataillon regagne Bangui.
- Début 1945, le BM2 participe à la campagne de France et participe en avril 1945 à la libération de la poche de Royan et de la pointe de Grave.
- Le 18 juin 1945, le BM2 défile sur les Champs-Élysées à Paris.
- Le bataillon est dissout le 1er novembre 1945[2].

## Décorations
- Compagnon de la Libération (Décret du 9 septembre 1942).
- Croix de guerre 1939-1945, palme de bronze (2 palmes).

## Citations collectives à l'ordre de l'Armée
« Belle unité indigène constituée en Oubangui-Chari par le chef de bataillon de Roux dès le ralliement aux combats des troupes de l'AEF. Sous le commandement de cet officier supérieur, puis du chef de bataillon Amiel, encadrée par des militaires, fonctionnaires et colons de l'Oubangui animés d'un esprit magnifique, a pris une part glorieuse à toutes les actions militaires des Forces françaises libres dans le Moyen-Orient de mai 1941 à juin 1942. À Bir Hakeim, du 26 mai au 11 juin 1942, a défendu avec acharnement un des secteurs les plus violemment attaqués, a maintenu ses positions malgré des pertes très lourdes et a réussi finalement à percer les lignes ennemies et à ramener 60 % de ses effectifs, lorsque l'ordre de repli a été donné. Blancs et Noirs de l'Oubangui, étroitement unis, ont donné dans la campagne 1941-1942 un bel exemple de patriotisme et de valeur militaire. »
— Citation à l'ordre de l'Armée du BM2 après la bataille de Bir Hakeim, Charles de Gaulle

## Personnalités ayant servi au Bataillon de marcheno2
En tant qu'unité militaire décorée de la croix de la Libération, le bataillon de Marche no 2 compte dans ses rangs 20 officiers, sous-officiers et hommes de troupe   faits compagnons de la Libération à titre individuel parmi lesquels 4 sont morts pour la France
Compagnons Morts pour la France
- Gilbert Chevillot (1908-1944), mort pour la France le 2 septembre 1944 à Alger[4].
- Gaston Duché de Bricourt (1914-1942), mort pour la France le 9 juin 1942 à Bir-Hakeim[5].
- Georges Koudoukou (1894-1942), officier centrafricain, mort pour la France le 15 juin 1942 à Alexandrie des suites des blessures reçues le 10 juin 1942 à Bir-Hakeim.
- Robert de Roux (1899-1942), mort pour la France le 28 août 1942 à Aajeltoun (Beyrouth).

Autres Compagnons du BM2
- Henri Amiel (1907-1976), général de brigade.
- Maurice Bayrou (1905-1996), député (1946-1959), sénateur (1959-1977), vice-président du Sénat (1965-1968).
- André Blanchard (1911-1949).
- Pierre-Louis Bourgoin (1907-1970), député (1965-1970).
- Marcel Faure (1906-1999).
- Pierre Gabard (1913-1967), diplomate, Consul général de France à Philadelphie (1955-1967).
- André Gerberon (1905-1961).
- Pierre Hautefeuille (1916-1999), général de brigade, enseignant à l'IHEDN.
- Paul Koudoussaragne (1920-1973), tirailleur centrafricain.
- René Lemoine (1905-1995), champion olympique d'escrime.
- Jean Lhuillier (1906-1971), membre de l'Académie des Sciences d'Outremer et du conseil de l'Ordre national du Mérite.
- Nadjirom Mouniro (1907-1958), officier tchadien.
- Jean Mufraggi (1914-2009).
- François Valli (1907-1994).

Autres personnalités
- Jean-Bedel Bokassa (1921-1996), empereur de Centrafrique.